# Bavona
Il Bavona è un fiume del canton Ticino, affluente del Maggia. 

## Percorso
Il fiume Bavona nasce dal Ghiacciaio dei Cavagnöö e subito dopo viene sbarrato per formare la diga dei Cavagnoli. Dopo alcuni chilometri riceve le acque di torrenti provenienti dalle dighe di Robiei e dello Zött (le cui acque arrivano dal ghiacciaio del Basodino). Il fiume continua poi la discesa verso il paesino di San Carlo, punto di partenza della teleferica che collega la Val Bavona a Robiei. Dopodiché il fiume prosegue la sua discesa attraversando le terre di Sonlerto, Serta, Bolla, Faedo, Fontanellata, Roseto, Foroglio, Ritorto, Preda, Sabbione, Alnedo, Fontana, Mondada, Cavergno e Bignasco, dove raggiunge il Maggia.
Il fiume è lungo circa 18 km e possiede un corso molto libero e naturale, come altri fiumi e torrenti della Vallemaggia,. Inoltre riceve le acque di diversi affluenti tra i quali il Ri di Antabia, il Ri di Foioi, il fiume Calnegia e altri.
Il fiume Bavona scorre nella Val Bavona, una valle di origine glaciale molto selvaggia. La valle è tristemente conosciuta in Svizzera per le frane che l'hanno colpita in passato. Oggi la valle è considerata tra le più belle del Ticino e della Svizzera sia per la bellezza del paesaggio sia per la bellezza dei paesini costruiti in pietra, architettura tipica del Ticino.